# Uzbl
Uzbl是一种自由并开放源代码的極簡主義风格网络浏览器，遵循Unix哲学。Uzbl的核心组件由C语言写成，但也有部分使用其他编程语言，特别是Python。整个Uzbl项目都是遵循GNU GPL v3发布的自由软件。虽然Uzbl的开发完成度还不高，但作为最好的极简风格浏览器之一它已经获得了较高的知名度。

## 设计理念
Uzbl这一名称来自于英文单词“usable”的网络语言读法。它的设计高度遵循Unix哲学，即如Unix文化的缔造者之一Douglas McIlroy所归纳的：
程序應該只關注一個目標，並儘可能把它做好。讓程序能夠互相協同工作。應該讓程序處理文本數據流，因為這是一個通用的接口。
因此，Uzbl不像其他浏览器那样包含众多特性，它的核心程序既没有工具栏，也没有控件，甚至不能管理书签、浏览历史、下载和Cookie，这些功能都交给外部程序或脚本去处理。在交互方面，它可以从标准串流（先入先出队列管道）、Unix域套接字或者从配置文件中读取文本来获得输入。这种设计使丰富的自定义成为可能。

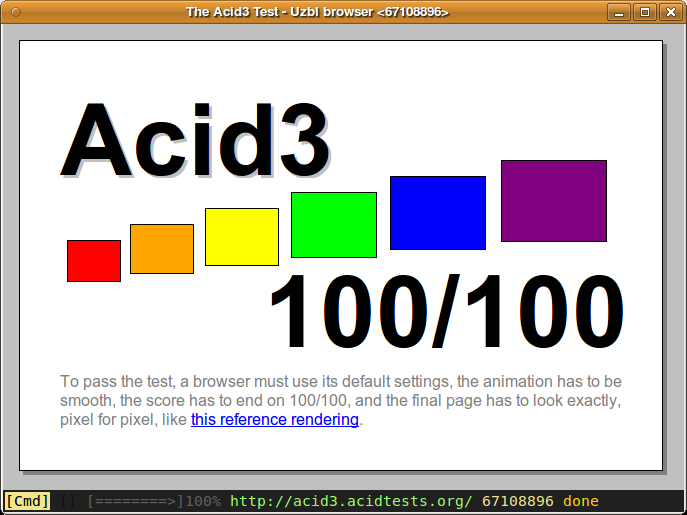
Uzbl百分百通过Acid3测试

## 特性
Uzbl使用WebKit作为排版引擎，因而支持为数众多的网页标准，包括HTML、XML、XPath、CSS、ECMAScript（Javascript)、DOM和SVG，通过了Acid3浏览器测试。WebKit引擎也支持Netscape类型的插件比如Adobe Flash Player和MPlayer。

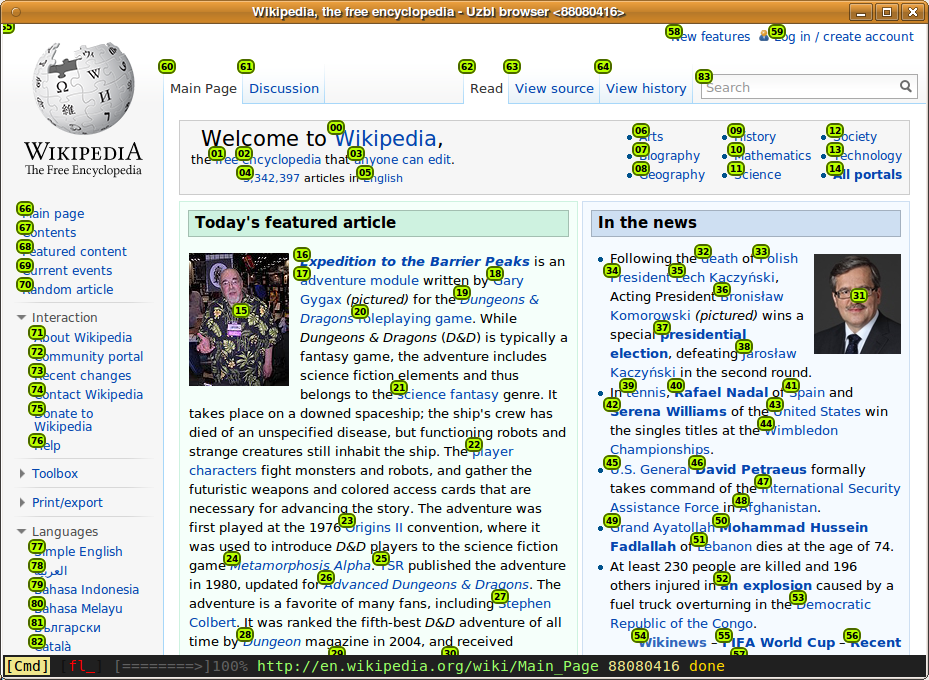
键盘导航支持对网页链接进行自动编号

Uzbl的用户界面设计时考虑仅使用键盘快捷键即可进行控制，默认的超链接操作方案和一个Firefox浏览器扩展vimperator一致。通过键盘快捷键进入特定的模式，浏览界面的每个链接会自动标出数字，按下相应的数字键（0-9）即可访问该链接，或者也可以通过输入相应的文字选中链接。对于熟悉著名文本编辑器Vim的用户来说，这种方式非常便捷，但其他用户可能需要经历较陡的学习曲线。

## 软件详情
Uzbl是整个浏览器项目的总称，实际分发时分为以下三种软件包：
- uzbl-core是Uzbl的核心组件，用于和其他工具或脚本进行整合。它使用WebkitGtk+（WebKit在GTK+环境的移植）进行网页渲染和网络交互，实现CSS、JavaScript，支持插件。它本身并不包含输入网页URL、载入/保存书签、保存浏览历史、快捷键等功能，甚至不支持下载，额外的功能都通过脚本来实现。运行期间，任何设定都可以即时修改，用户具有完全的控制权。

- uzbl-browser基于uzbl-core，是具有完整功能的网页浏览器。它通过一系列脚本（主要是Python脚本），构建出适合大多数人使用的浏览器功能，包括输入网页URL、历史记录、下载功能、填表功能、链接导航、Cookie、事件管理等等。但是，它不支持标签式浏览，每个实例只能同时显示一个页面。它还支持高度可定制的键盘控制方案，支持不同输入模式，支持修改快捷键等等，用户可以根据自己的需求修改为自己喜爱的方案，比如vim风格或者emacs风格等。

- uzbl-tabbed则在uzbl-browser的基础上进一步扩展，支持标签式浏览，即可以在一个实例中运行多个标签页，每个标签页用于浏览独立的网页。

## 开发历史与现状
Uzbl的开发始于2009年，想法产生于Arch Linux的网络论坛，当时还没有严格遵循Unix哲学的浏览器。结果Dieter Plaetinck开始了Uzbl的开发，很快获得了某个活跃社区开发者的支持。代码首次发布于2009年4月21日，之后仅仅经过两个月的开发该产品就进入了可用阶段。2009年9月21日，Uzbl进入了Debian操作系统的软件库，2009年10月2日进行了Debian的测试分支。
目前Uzbl仍被开发者定义为处在Alpha阶段。Uzbl最初是为Arch Linux设计，受益于类Unix平台良好的可移植性，Uzbl可以被编译到各种GNU/Linux发行版。主流的Linux发行版软件库已经提供Uzbl的软件包，其他平台也可以参照官方的编译指南进行编译。

## 配置和使用
Uzbl的配置文件夹通常存放在用户的主目录的“.config”文件夹下。在初次启动时，Uzbl没有绑定任何的快捷键，用户可以通过指定Uzbl使用程序提供的范例配置，或者自己进行设置。当然，Uzbl网站上提供了一些现成的配置文件，用户可以通过自己的喜好使用。